# Arkadak
Arkadak – miasto w Rosji, w obwodzie saratowskim. W 2010 roku liczyło 12 845 mieszkańców.